# FH Serpentis
FH Serpentis eller  Nova Serpentis 1970 var en snabb nova i stjärnbilden Ormen. 
Novan upptäcktes den 13 februari  1970 av den japanske astronomen Minoru Honda. Den nådde magnitud +4,4 i maximum den 18 februari och avklingade sedan snabbt. Den är nu en stjärna av 17:e magnituden. 
FH Serpentis har kallats ”novornas Rosetta-sten” (Gallagher 1977) eftersom observationer av denna nova över en stor elektromagnetisk bandbredd har avslöjat att klassiska novautbrott är betydligt mer komplicerade än man tidigare förstått. FH Ser var en av de första novorna som observerades i såväl synligt ljus, ultravioletta våglängder, infraröda våglängder och på radiobandet. Observationerna ledde till upptäckter av ett antal nya fenomen kring novorna, bland annat att det ofta sker ett utbrott på infraröda våglängder ungefär 100 dygn efter det synliga utbrottet (Bode and Evans, 1981).